# Papenkov
Papenkov (del ruso: Папенков) es un jútor del raión de Krasnogvardéiskoye en la república de Adiguesia de Rusia. Está situado 6 km al sur de Krasnogvardéiskoye y 66 km al noroeste de Maikop, la capital de la república. Tenía 27 habitantes en 2010
Pertenece al municipio de Béloye.

## Historia
La localidad fue fundada en 1907. Su nombre deriva del apellido de uno de sus fundadores, Papenko. En 1926 tenía 96 habitantes.